# Galleria mellonella
Galleria mellonella là một loài bướm đêm thuộc họ Pyralidae. Nó là loài duy nhất trong chi Galleria. Nó được tìm thấy ở khắp thế giới, bao gồm châu Âu và cận Eurasia, và là loài du nhập ở Bắc Mỹ và Úc. 

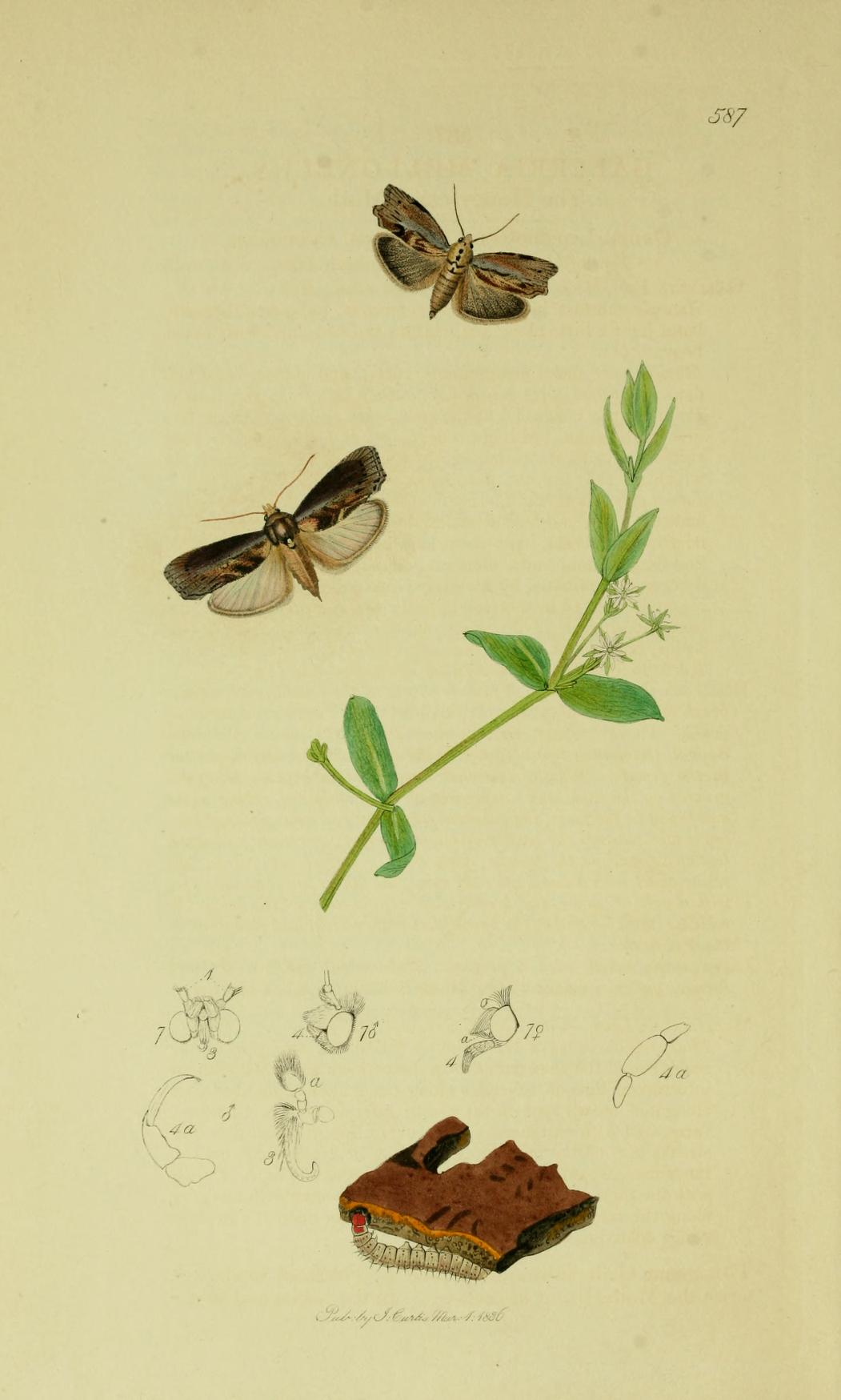
Minh họa từ John Curtis's British Entomology Volume 6

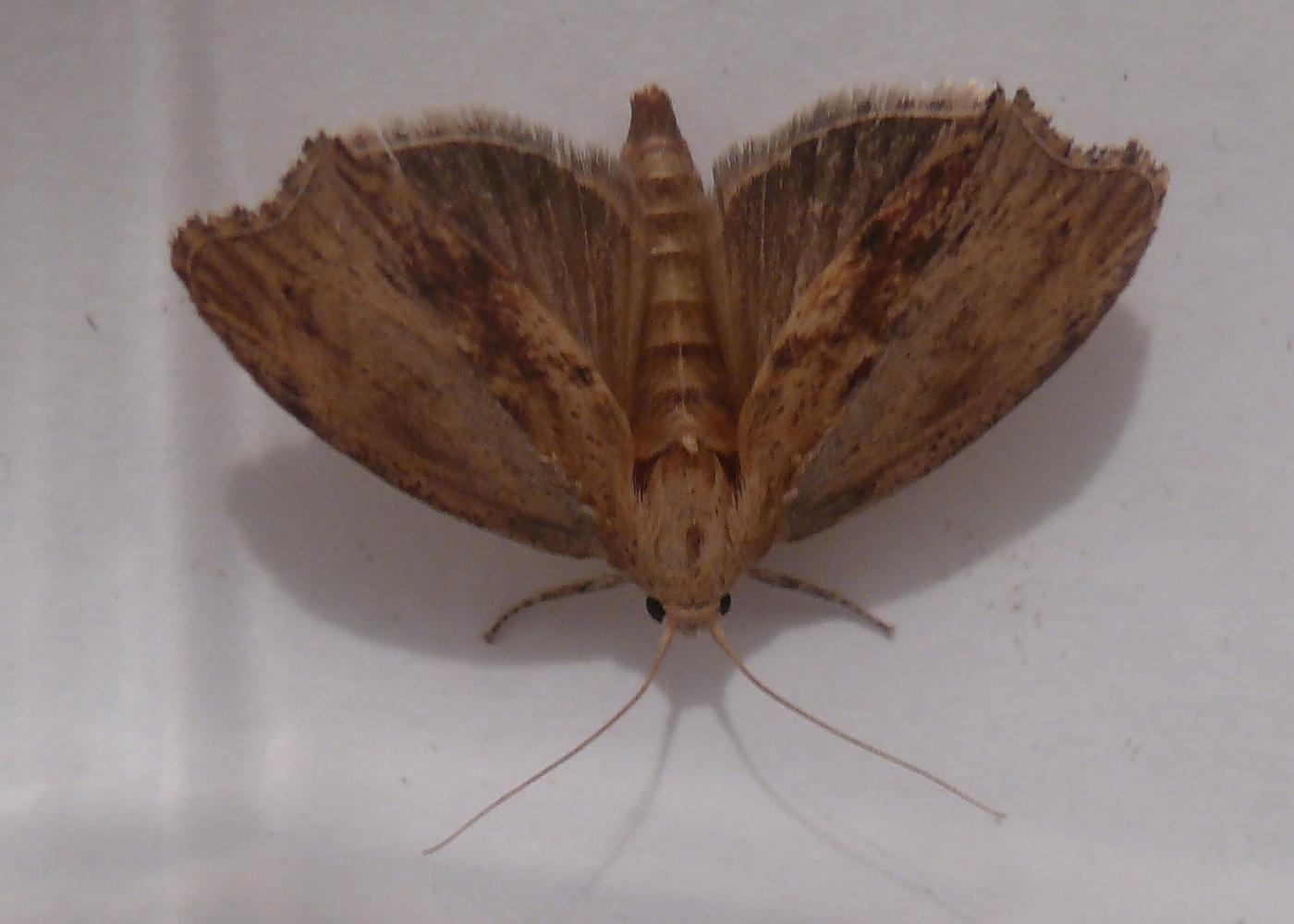

Sải cánh của con trưởng thành dài từ 30–41 mm. Loài này hoạt động từ tháng 5 đến tháng 10 ở các vùng thuộc đới ôn hòa (ví dụ như Bỉ và Hà Lan).
Sâu bướm và ấu trùng ăn mật bên trong tổ ong.

## Đồng nghĩa
Các tên đồng nghĩa:
- Galleria austrina Felder & Rogenhofer, 1875
- Galleria cerea Haworth, 1811 (unjustified emendation)
- Galleria cerealis Hübner, 1825 (unjustified emendation)
- Galleria crombrugheela Dufrane, 1930
- Galleria crombrugheella (lapsus)
- Galleria mellomella (lapsus)
- Phalaena mellonella Linnaeus, 1758
- Phalaena cereana Blom, 1764
- Tinea cerella Fabricius, 1775 (unjustified emendation)
- Vindana obliquella Walker, 1866

## Hình ảnh

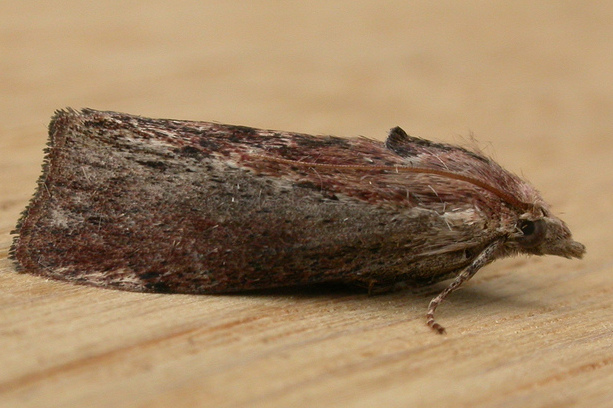
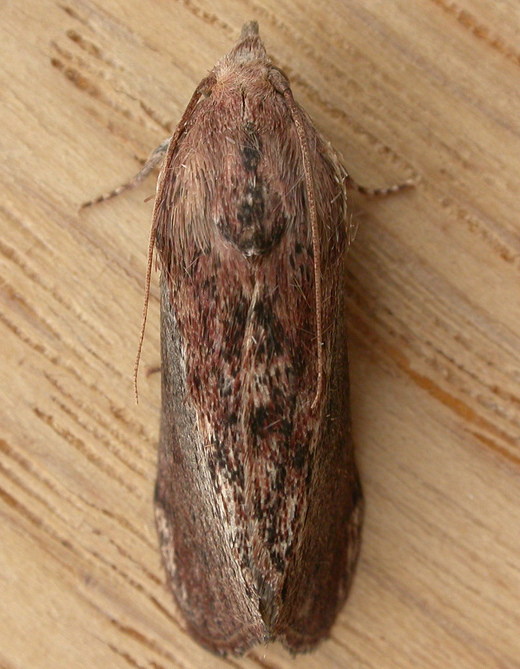
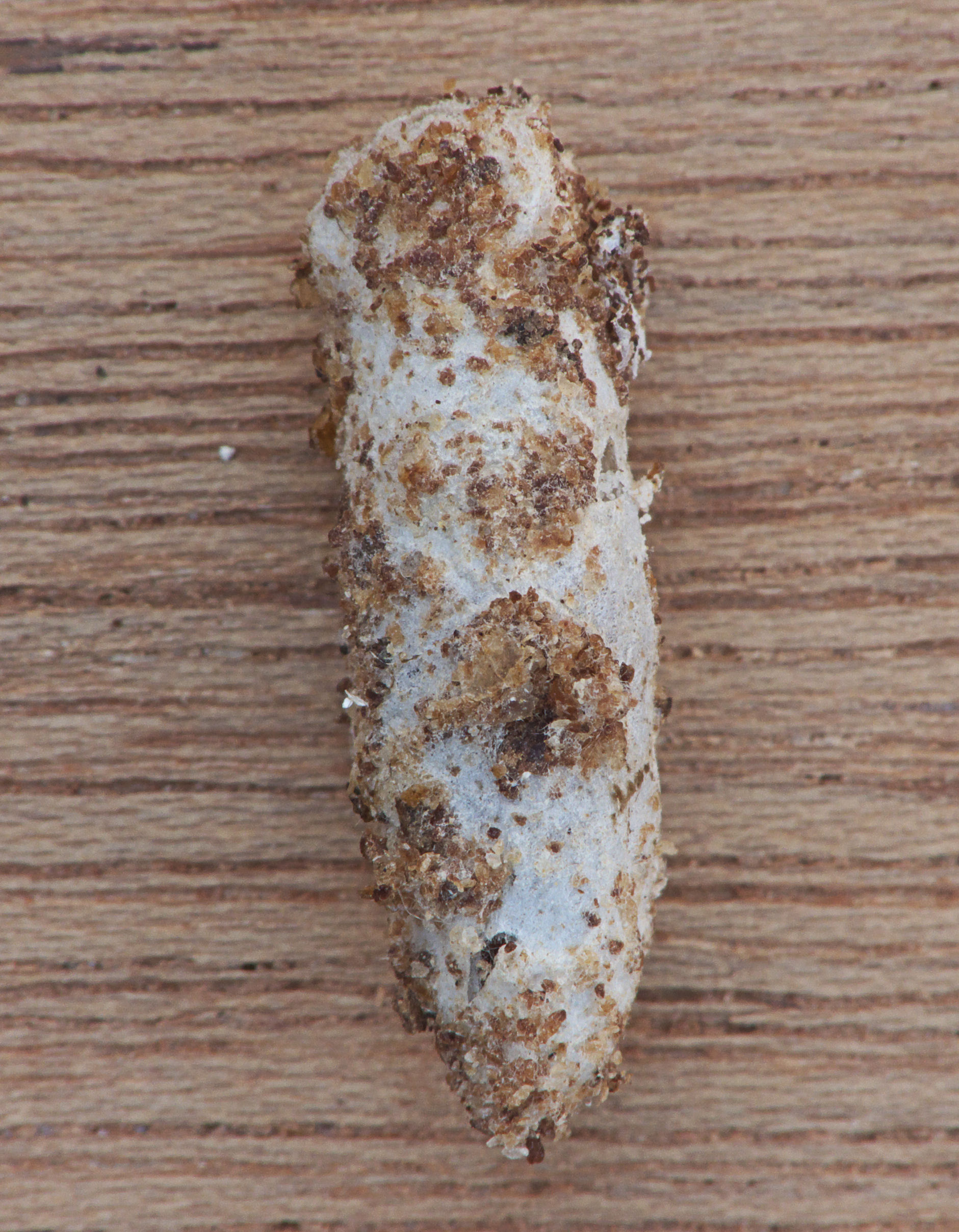
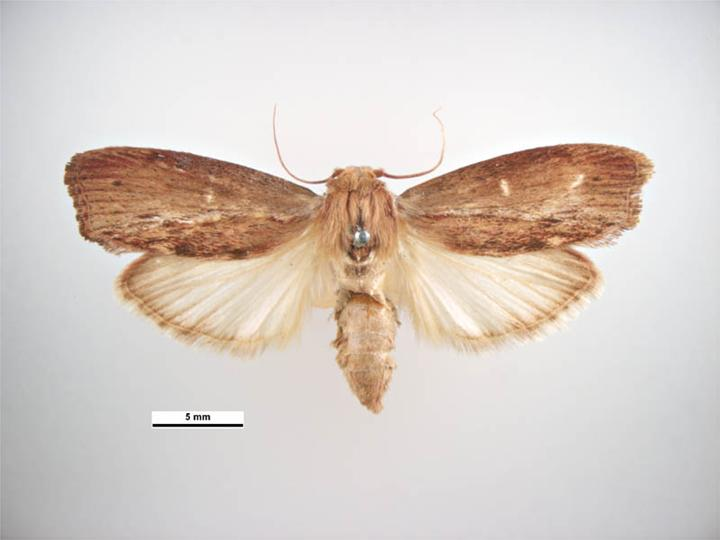

## Cước chú
1. ↑  10th edition of Systema Naturae
2. ↑  Grabe (1942)
3. ↑  See references in Savela (2009)